# Cormobates placens
Cormobates placens е вид птица от семейство Climacteridae.

## Разпространение
Видът е разпространен в Индонезия и Папуа Нова Гвинея.